# Antidepressivo

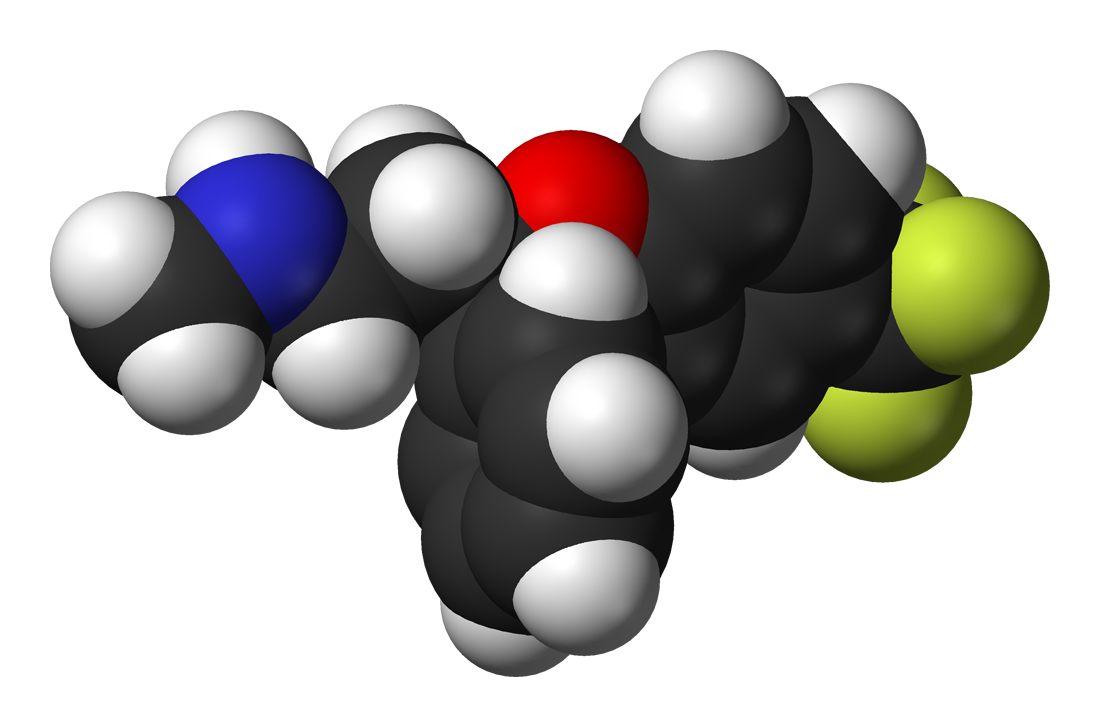
Estrutura química da fluoxetina, um Inibidor selectivo da recaptação da serotonina (ISRS).

Antidepressivos são fármacos para tratar transtornos depressivos, mas também são utilizados para tratar diversas outras doenças, como transtornos de ansiedade, transtornos alimentares, distúrbios do sono, disfunção sexual, dor crônica, adicção e mal de Parkinson.
A maioria das pessoas não se adapta ao primeiro antidepressivo e devem mudar a medicação até encontrar o antidepressivo com o qual responde com melhor efeito e menores efeitos colaterais. O melhor remédio e a dose ideal dependem do organismo e ambiente de cada indivíduo. Combinações com outro antidepressivo, com remédios para ansiedade, com estabilizantes de humor ou neurolépticos podem ser necessários. Os efeitos são melhores quando associados à psicoterapia.

## Tipos
Podem ser classificados em:
- Antidepressivos tricíclicos: Os primeiros a serem inventados, muito eficientes, mas causavam muitos efeitos colaterais anticolinérgicos. Os novos antidepressivos tricíclicos causam menos efeitos colaterais. Atuam aumentando a disponibilidade de noradrenalina e serotonina no cérebro.[5]
- inibidores da monoaminoxidase (IMAO): Os segundos a serem inventados, atuam inibindo a degradação da serotonina, noradrenalina e dopamina pela enzima monoaminoxidase (MAO). Seu uso foi limitado pelo risco da interação com a tiramina, comum em diversos queijos, carnes e bebidas alcoólicas, causando crises hipertensivas.[6]
- Inibidores seletivos da recaptação de serotonina (ISRS): Incluem os antidepressivos mais usados atualmente (citalopram, fluoxetina, paroxetina e sertralina). A recaptação de serotonina pelo neurônio que a libera inibe a liberação de mais serotonina (é um feedback negativo), assim ao inibir essa inibição o medicamento aumenta a disponibilidade de serotonina para ativar seus receptores. A seletividade por receptores específicos é a principal diferença entre os membros desse grupo, receptores distintos ativam efeitos diferentes.[7]
- Inibidor seletivo da recaptação de noradrenalina(ISRN): Uma nova classe de antidepressivos, cujo principal representante é a reboxetina. Uma alternativa aos pacientes que não respondem aos ISRS. Inibe um mecanismo de inibição da noradrenalina.[8]
- Inibidor seletivo da recaptação de dopamina(ISRD): Uma alternativa para os que sofrem com efeitos colaterais serotoninérgicos, como ejaculação retardada. Geralmente bem tolerado, pois não inibe a monoaminoxidase e tem pouca afinidade pelo sistema serotoninérgico e colinérgico. Se tomado junto ao álcool ou outras drogas pode causar convulsão.[9]
- Inibidor selectivo da recaptação da serotonina e da noradrenalina (ISRSN): Similares aos tricíclicos, mas sem os efeitos colaterais anticolinérgicos. Apresenta fraca atividade sobre a dopamina, perceptível apenas em grandes doses. Seu principal representante é a venlafaxina.[10]
- Antidepressivos tetracíclicos: Atuam em um grande número de receptores, como antagonistas ou agonistas inversos dos receptores: 5-HT1A, 5-HT2A (serotoninérgicos), α1, α2 (alfa adrenérgicos), D2 (dopaminérgico), H1 (histaminérgico) e mACh (muscarínico).[11] Seus representantes incluem a Maprotilina, a Mianserina e a Mirtazapina.

## Indicações

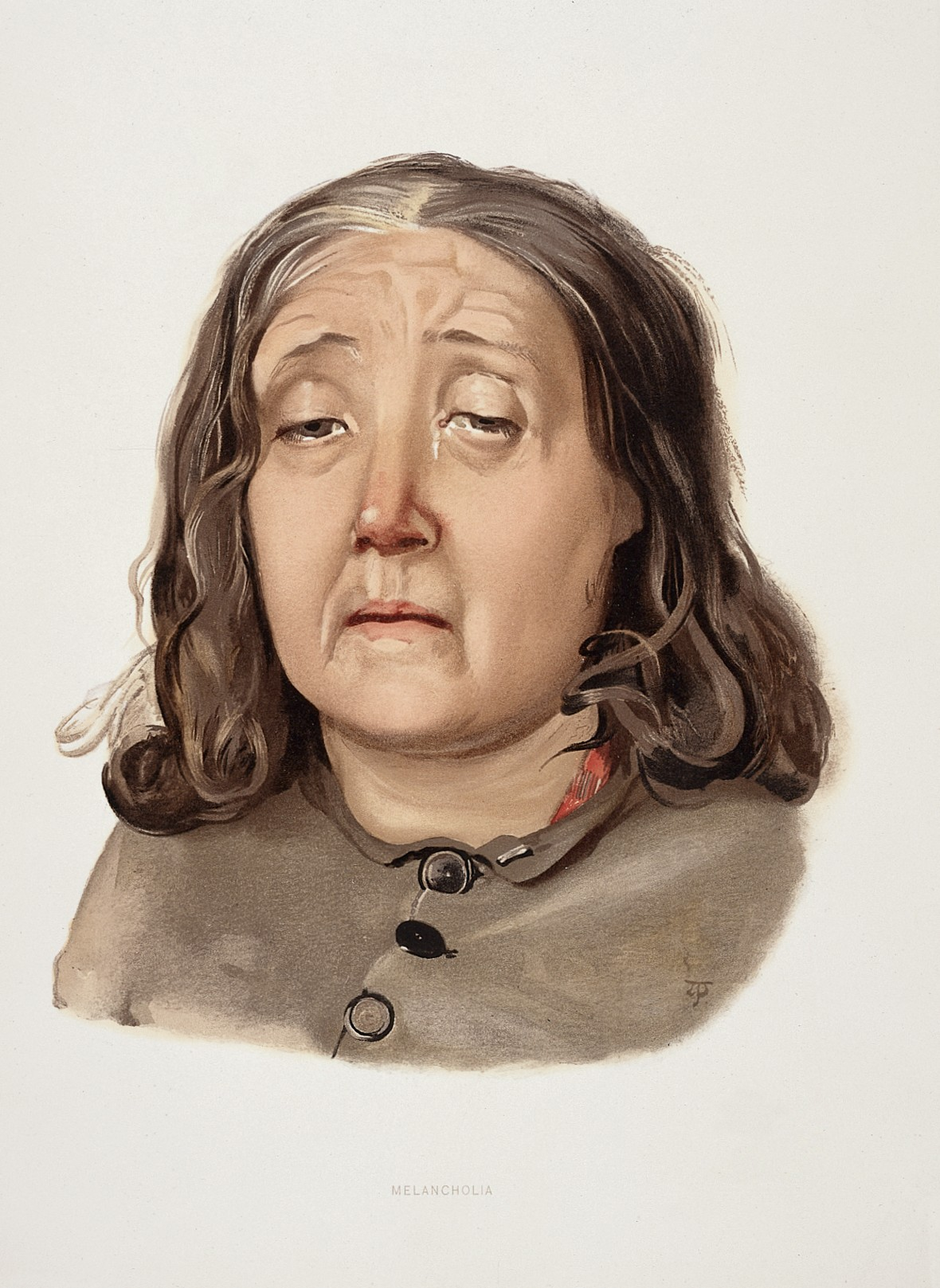
Em 2010, 15,4% das mulheres adultas usaram algum antidepressivo e o uso está aumentando a cada ano.

O uso de antidepressivos tem eficácia comprovada como parte do tratamento de diversas condições:
- Depressão maior: Todos
- Transtorno de ansiedade generalizada: Venlafaxina, Escitalopram
- Transtorno obsessivo-compulsivo: Fluvoxamina, paroxetina, sertralina, fluoxetina, Clomipramina, Citalopram e Escitalopram
- Fobia social:Escitalopram, Paroxetina, Venlafaxina, Sertralina
- Transtorno do pânico: Sertralina, paroxetina, Amitriptilina,Escitalopram e Citalopram
- Transtorno de estresse pós-traumático: Sertralina
- Bulimia nervosa: Fluoxetina
- Transtorno disfórico pré-menstrual: Fluoxetina
- Transtorno de personalidade limítrofe: Fenelzina[14]
- Compulsão alimentar: Fluoxetina ou sertralina
- Tabagismo: bupropiona e nortriptilina[15]
- Alcoolismo e outras dependências psicológicas: fluoxetina[16][17] e desipramina[18]
- Insônia: Mirtazapina, Agomelatina[19]
- Dor crônica neurológica: Imipramina, amitriptilina ou duloxetina[20]
- Fibromialgia: Duloxetina, Milnaciprano[21]
- Mal de Parkinson: IMAO seletivos B como a selegilina.[22]
- Ejaculação precoce: Paroxetina e Clomipramina[23]

## Mecanismo de ação

### Bioquímica dos transtornos do humor
Os transtornos do estado de ânimo parecem estar relacionados a uma redução na transmissão dos impulsos ou dos sinais nervosos nas áreas do cérebro que regulam o humor. As teorias atuais das causas biológicas da depressão têm-se focado numa falha na neurotransmissão. Atualmente de todas as teorias da depressão propostas, as mais aceitas são das anormalidades que envolvem os neurotransmissores monoaminérgicos, especialmente norepinefrina, dopamina, serotonina (pelo receptor 5HT2, físicas do receptor que são traduzidos em um sinal intracelular).
O cérebro de indivíduos com fase depressiva na transtorno bipolar (transtorno maníaco-depressivo), depressão crónica ou profunda poderá apresentar pequenas diminuições na utilização dos neurotransmissores monoaminas (noradrenalina e dopamina) e da serotonina (5-HT e 7-HT). Esta teoria das origens bioquímicas da depressão é conhecida como teoria das monoaminas e foi desenvolvida pelo Professor Mariok Usamunu da Universidade do Texas, nos Estados Unidos da América. No entanto na depressão unipolar mesmo profunda, na maioria das vezes não há alterações e na depressão unipolar moderada estas diminuições quando existem não são significativas. Contudo os todos os fármacos eficazes no tratamento da depressão aumentam os níveis de alguns desses neurotransmissores. É sabido que a dopamina é importante nas vias da satisfação, e a adrenalina e serotonina produzem efeitos de satisfação.
Em 2006, uma equipe internacional de investigadores internacionais descobriu uma substância endógena que poderia estar diretamente relacionada ao evento da depressão. Níveis reduzidos de p11, a proteína que modula a atividade das células cerebrais à serotonina, foram encontrados em pessoas deprimidas e em ratos de laboratório com depressões artificialmente induzidas. Esta descoberta, publicada na revista Science, constitui um avanço importante no tratamento da depressão e também alterações do sono, dentre outras aplicabilidades.
Os sintomas mais comuns nas pessoas que sofrem de depressão, podem ser agrupados da seguinte forma: sintomas emocionais (falta ânimo, ansiedade, perda de interesse ou prazer, sentimentos de culpa, ideias suicidas e transtornos cognitivos) e sintomas físicos (agitação, mudanças de peso, dores musculares, perda de energia, alterações do sono).
Os antidepressivos atuam diretamente no cérebro, modificando e corrigindo a transmissão neuro-química em áreas do sistema nervoso que regulam o estado do humor (o nível da vitalidade, energia, interesse, emoções e a variação entre alegria e tristeza), quando o humor está afetado negativamente num grau significativo.

## Farmacocinética
A maioria dos antidepressivos são bem absorvidos pelo trato gastrintestinal, sofrem biotransformação hepática e diversos possuem metabólitos ativos. A fluoxetina possui um metabolito ativo (norfluoxetina) que prolonga seu efeito no organismo. O início de ação se dá entre 7 a 14 dias com doses apropriadas, mas pode levar de 4 a 8 semanas para atingir o efeito terapêutico pleno. Interagem medicamentosamente com um grande número de medicamentos e drogas. A maioria não deve ser usada concomitantemente ao uso de álcool.

### Tempo de tratamento
De modo geral o tratamento é dividido nas seguintes fases: aguda, continuação (até 6 meses) e preventiva (após 6 meses).
A Associação Psiquiátrica Americana sugere que devam ser prescritos por, ao menos, 4 a 5 meses com doses completas após a melhora ou remissão total dos sintomas, sempre acompanhado de psicoterapia.

## Farmacodinâmica

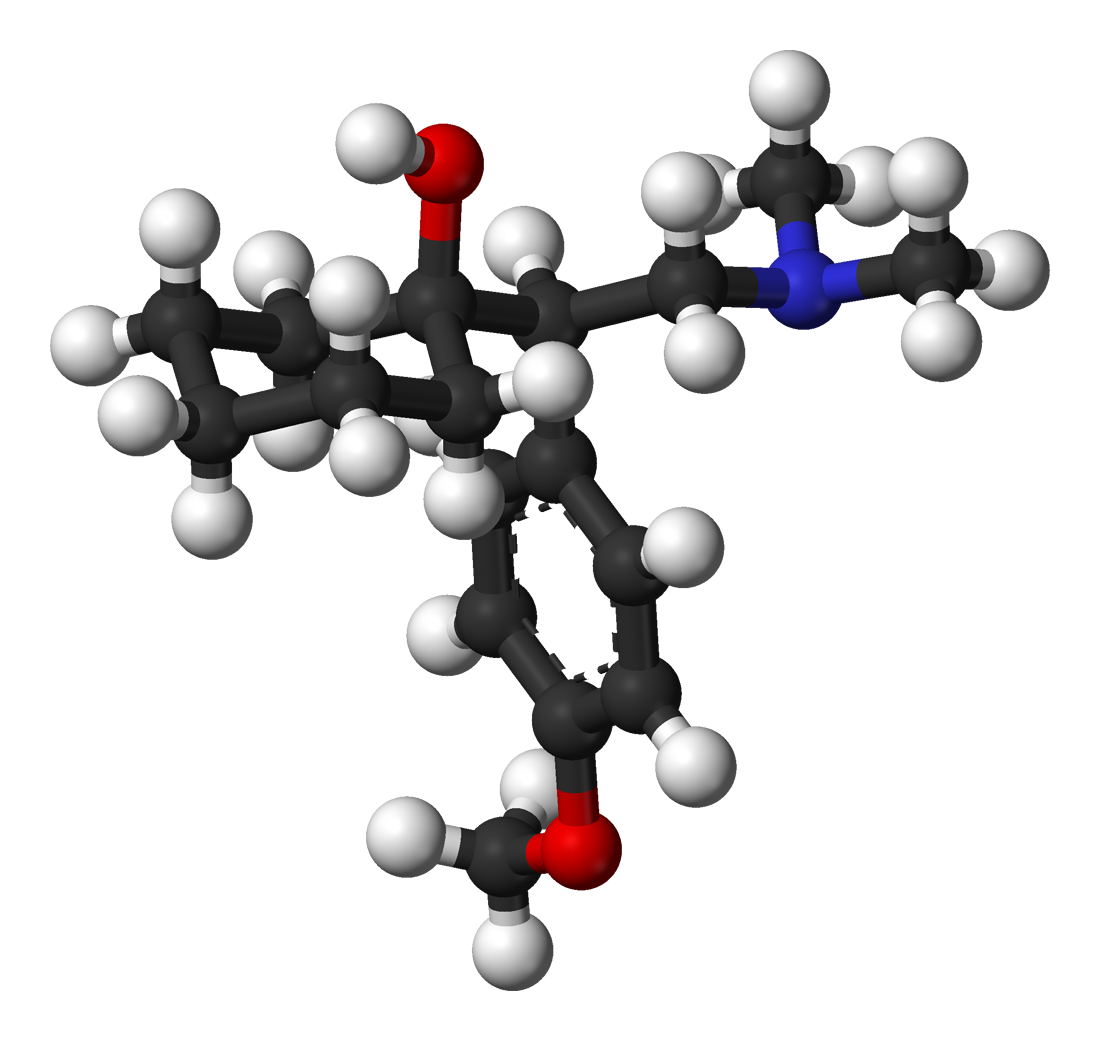
Estrutura química da venlafaxina, um Inibidor selectivo da recaptação da serotonina e da noradrenalina (ISRSN).

Os antidepressivos funcionam aumentando as concentrações de dopamina, noradrenalina e/ou serotonina entre os neurônios (sinapses). Deste modo aumenta a excitação nas vias cerebrais cujos neurónios utilizam estes neurotransmissores em atividades relacionadas com o bem-estar emocional.
Atualmente reconhece-se que os déficits de monoaminas não são suficientes para explicar o mecanismo de ação dos antidepressivos.
Apesar das causas da depressão e efeitos farmacodinâmicos dos antidepressivos serem imprecisos, a eficácia desses fármacos foi estabelecida por empíricos estudos (longos anos de uso experimental) e não tanto por conhecimento profundo das causas. Recentemente, alguns estudos indicaram que os antidepressores possivelmente modificam as ligações dos neurónios. Esse facto poderá sugerir que eles resolvem permanentemente alguns problemas de desequilíbrios bioquímicos. No entanto, mais estudos são necessários para esclarecer esta questão.

### Efeito placebo
Os fármacos são ineficazes em cerca de 30% dos casos de depressão. Nos estudos clínicos, uma grande percentagem melhora apenas com incentivo do médico e placebo (comprimido de açúcar sem ação farmacológica) administrado como se fosse antidepressor, o que prova que força de vontade, atenção e fé na cura são importantes no tratamento dos deprimidos.

### Potencial para abuso
Os antidepressivos criam dependência moderada, mas não são usados enquanto drogas de abuso porque não geram sentimentos de euforia e prazer. Animais de laboratório que recebem doses se carregarem num botão à sua disposição permanente geralmente não mostram interesse em o fazer, ao contrário de drogas recreativas, que consomem compulsivamente até à morte.

## Alternativas aos antidepressivos
Diversos especialistas defendem que os antidepressivos têm sido receitados abusivamente. Eles reduzem eficazmente os sintomas de depressão, mas causam diversos efeitos colaterais. Não é necessário o seu uso em casos de depressão leve ou moderada causada por eventos e estresse antes vividos. Na verdade em toda a história o homem teve de lidar com eventos difíceis na sua vida, e a depressão é muitas vezes um mecanismo normal e saudável que permite a modificação de comportamentos e estruturas mentais quando a realidade não corresponde às expectativas. Por exemplo, na mulher, é quase universal e normal a leve depressão pós-parto e na menopausa. Alguém que tem uma visão da vida, ambição ou comportamento que não são adequados à sua situação e possibilidades, poderá vir a sofrer de depressão moderada. Pode ser forçado a um estado de confusão e insegurança, precisamente porque tem de modificar as suas estruturas de pensamento e seu modo de vida. Um animal a que é ensinado determinado comportamento e depois é colocado num ambiente que castiga esse mesmo comportamento sofrendo dores ou adversidade quando o pratica, acaba por manifestar sintomas de depressão (retração, menor movimentação, mais medo) quando é obrigado a modificar o comportamento. Mas a mudança de comportamento é vital para se adaptar ao seu novo ambiente ou adversidade.[carece de fontes?]
Cerca de 30% das depressões não melhoram com o uso de antidepressivos.
Não é recomendado nos primeiros meses de luto, após a morte de um ente querido, sendo preferível a psicoterapia, mas podem ser usados se o luto durar mais de seis meses e em lutos complicados que causam muitos prejuízos em sua vida pessoal e social ou elevado risco de suicídio.
Um problema para o psiquiatra é saber distinguir estados de depressão normal fisiológica que apenas necessitam de demonstrações de apoio, de forma a incentivar o paciente a resolver os seus problemas, de distúrbios mais graves possivelmente originados por desequilíbrios bioquímicos.
Eletroconvulsoterapia
O uso de antidepressivos clínicos em princípio deveria ser limitado aos casos de depressão prolongada, risco de suicídio ou outro comportamento violento, ou em casos de depressão profunda em que o paciente é incapaz de viver a sua vida de forma razoavelmente normal. Em casos muito graves ou em fases depressivas na doença bipolar, a terapia de choques eléctricos (terapia eletroconvulsiva), com uso de eléctrodos e anestésicos para eliminar a dor, é ainda mais eficaz. No tratamento da depressão leve ou moderada, outras técnicas menos invasivas têm eficácia, nomeadamente a psicoterapia, e são preferíveis aos fármacos.
Diagnóstico diferencial
A depressão pode ser classificada como primária ou secundária: na primária não existem outras alterações orgânicas patológicas comprovadas, enquanto na secundária, a aparição da depressão é consequências de outros transtornos psiquiátricos ou patologias orgânicas. No caso da depressão secundária o tratamento deve ser focalizado na causa, por exemplo hipotiroidismo ou transtorno bipolar, para a resolução do quadro depressivo.
Triptofano
A serotonina é uma indolamina originada da hidroxilação com posterior descarboxilação do aminoácio L-triptofano (substrato para formação da serotonina, cuja absorção depende do carreador tirosina) e, ao metabolizarmos a 5HT (serotonina) através de uma reação de acetilação, havendo como co-fatores a vitamina b6, o ácido ascórbico e tetrahidroproteínas fólico dependentes, produzimos o ácido 5OH-indol-acético (A5AHIA), seu metabólito a ser excretado na urina.
O triptofano, substância originadora da serotonina, pode ser utilizado na produção de melatonina através da N-metilação do 5OH-triptofano na glândula pineal. Esta substância é importante por estabelecer o ciclo circadiano. Verificou-se também que as concentrações séricas máximas de triptofano são obtidas das 16 às 23 horas.
Terapia cognitivo-comportamental
Psicoterapias também têm resultados positivos no tratamento de depressões. Por exemplo, a psicoterapia cognitivo-comportamental tem eficácia igual a dos medicamento para o tratamento de depressões leves a moderadas, além de uma taxa de recaída menor que a do tratamento medicamentoso.

## Efeitos adversos

### Efeitos anticolinérgicos
Os efeitos anticolinérgicos (muscarínicos) são os efeitos colaterais mais freqüentes dos antidepressivos tricíclicos tradicionais. Incluem boca seca , visão borrosa, constipação, retenção urinária, aumento da freqüência cardíaca, tremores e movimentos involuntários. A intensidade desses efeitos declina com o passar do tempo ou com a redução da dose do antidepressivo.

### Síndrome de abstinência
Após tratamento prolongado, interromper o uso de antidepressivos é acompanhado de uma síndrome de abstinência que pode aparecer dentro de 1 a 10 dias depois da interrupção (com fluoxetina pode demorar semanas pra começar). Os sintomas podem persistir por até 3 semanas. Os sintomas mais frequentes são tonturas, vertigens, descoordenação motora, sintomas de gripe, distúrbios sensoriais (parestesias), alterações de sono (insônia, sonolência ou pesadelos) além de irritabilidade, agitação e ansiedade. Com tricíclicos o efeito é ainda pior e começam nas primeiras 48h, um efeito rebote de hiperatividade colinérgica. Podem ocorrer ataques de pânico, arritmias cardíacas e delirium.
Para evitar esse efeito rebote recomenda-se a diminuição gradativa da dose ao longo de algumas semanas. Na primeira semana se reduz a metade e na segunda a um quarto.

### Mania\Hipomania
Em pessoas com transtorno afetivo bipolar o uso de antidepressivos podem desencadear um episódio maníaco. Na mania, o individuo se torna agitado, eufórico, com pensamentos acelerados e menor necessidade de descanso.

### Tendência suicida
O período mais perigoso para o suicídio é logo após o início da terapia, porque o fármaco só manifesta os seus máximo efeito após quatro ou cinco semanas.

### Crise hipertensiva
Pacientes que tomam IMAOs devem evitar alimentos ricos em tiramina, o aminoácido precursor da dopamina, noradrenalina e adrenalina, pois eles podem desencadear crise hipertensiva e taquicardia. Os alimentos proibidos são:
- Queijos maturados ou envelhecidos;
- Carnes (inclusive peixes) embutidos ou defumados;
- Mais de uma garrafa de cerveja, chope ou vinho (mesmo sem álcool);
- Levedura, fava e doce de casca de banana.

### Síndrome serotoninérgica
Síndrome serotoninérgica é causada por excesso de serotonina na fenda sináptica, levando a um quadro complexo de sinais e sintomas. Ocorre, por exemplo, pela associação entre antidepressivos e Erva-de-são-joão.

## Classes de antidepressivos por mecanismo de ação
Os antidepressivos são classificados em grupos segundo seu mecanismo de ação. Os principais grupos de antidepressivos são:
- Inibidores da monoaminoxidase:
  - Não seletivos e Irreversíveis:
    - Tranilcipromina
    - Isocarboxazida
    - Iproniazida
    - Fenelzina

  - Seletivos e Irreversíveis:
    - Clorgilina (inibidor da monoaminoxidase A)
    - Selegilina (Inibidor da monoaminoxidase B)

  - Seletivos e Reversíveis:
    - Moclobemida
    - Toloxatona
    - Brofaromina

- Inibidores não seletivos de recaptura de monoaminas (antidepressivos tricíclicos):
  - Amitriptilina
  - Nortriptilina
  - Clomipramina
  - Imipramina
  - Desipramina
  - Doxepina
  - Maprotilina

- Inibidores selectivos da recaptação da serotonina (ISRS):
  - Fluoxetina (metabólito ativo é a norfluoxetina)
  - Paroxetina
  - Sertralina
  - Citalopram
  - Fluvoxamina
  - Escitalopram

- Inibidor selectivo da recaptação da serotonina e da noradrenalina (ISRSN):
  - Duloxetina
  - Venlafaxina
  - Levomilnaciprano
  - Milnaciprano
  - Desvenlafaxina

- Inibidores de recaptura de serotonina e antagonistas alfa-2
  - Nefazodona
  - Trazodona

- Antagonistas dos adrenoreceptores alfa-2:
  - Mirtazapina
  - Mianserina

- Inibidores seletivos da recaptura da dopamina:
  - Bupropiona
  - Amineptina

- Inibidores seletivos da recaptura da noradrenalina:
  - Viloxazina
  - Reboxetina
  - desipramina

## Legislação
Todos os antidepressivos são controlados pelo regime de controle especial (classe C1).

## Nomes comerciais
| Nome Comercial                                                      | Nome da Substância      |
| Valdoxan                                                            | Agomelatina             |
| Amineptina                                                          |                         |
| Tryptanol, Amitryl                                                  | Amitriptilina           |
| Zyban, Wellbutrin, Zetron, Elontril                                 | Bupropiona              |
| Cipramil, Procimax, Denil                                           | Citalopram              |
| Anafranil                                                           | Clomipramina            |
| Donaren                                                             | Cloridrato de trazodona |
| pristq                                                              | Desvenlafaxina          |
| Cymbalta, Velija, Dual                                              | Duloxetina              |
| Lexapro, Cipralex                                                   | Escitalopram            |
| Nardil                                                              | Fenelzina               |
| Prozac, Verotina, Eufor, Deprax, Psiquial, Fluxene, Daforin, Nortec | Fluoxetina              |
| Luvox, Dumyrox                                                      | Fluvoxamina             |
| Tofranil                                                            | Imipramina              |
| Fetzima                                                             | Levomilnaciprano        |
| Ludiomil                                                            | Maprotilina             |
| Tolvon                                                              | Mianserina              |
| Ixel                                                                | Milnaciprano            |
| Remeron, Mirpax                                                     | Mirtazapina             |
| Aurorix                                                             | Moclobemida             |
| Serzone                                                             | Nefazodona              |
| Pamelor                                                             | Nortriptilina           |
| Aropax, Benepax, Pondera, Cebrilin, Seroxat, Paxetil                | Paroxetina              |
| Prolift, Edronax                                                    | Reboxetina              |
| Zoloft, Tolrest, Sercerin, Novativ, Serenata                        | Sertralina              |
| Equilid, Dogmatil                                                   | Sulpiride               |
| Stablon                                                             | Tianeptina              |
| Parnate                                                             | Tranilcipromina         |
| Efexor, Venlift                                                     | Venlafaxina             |
| Viibryd                                                             | Vilazodona              |
| Brintellix                                                          | Vortioxetina            |